# Lånum
Lånum er en landsby beliggende fem kilometer syd for Stoholm, 15 km sydøst for Skive, og 25 km vest for Viborg. Den 4. juni 2024 var der registreret 81 indbyggere i Lånum. Stedet høre til i Smollerup Sogn, Viborg Kommune.
I byen findes et forsamlingshus, og det tidligere stadion øst for byen er siden 2009 blevet benyttet til traktortræk. Skive Cykle Klubs aktiviteter indenfor cykelcross finder også sted på pladsen. DM i cykelcross 2026 skal afholdes her.